# 2630 Hermod
A 2630 Hermod (ideiglenes jelöléssel 1980 TF3) a Naprendszer kisbolygóövében található aszteroida. Institute d'Astrophysics fedezte fel 1980. október 14-én.